# Poul Sundberg
Poul Sundberg (født 1940 eller 1941, død 2. april 2022) var en dansk ejendomsmægler og forretningsmand, der blandt andet var ejer af Forum København, Copenhagen Golf Center Vallensbæk, Poul Sundberg Holding samt Royal Golf Center. Poul Sundberg blev selvstændig som 23-årig med en grafik virksomhed, der skabte grundlaget for de senere selskaber.